# エイリアン4
『エイリアン4』（エイリアンフォー、Alien: Resurrection）は、1997年のアメリカ合衆国の映画。監督はジャン＝ピエール・ジュネ。日本での公開は1998年4月25日。20世紀最後のエイリアンシリーズでもある。

## 概要
シリーズの4作目。原題の「Resurrection」は「復活」「蘇生」を意味し、前作『エイリアン3』のラストで自決したはずのリプリーとエイリアンの復活、完結したと思われたシリーズの復活の両方を表している。監督には『デリカテッセン』などで知られるフランス人映画監督のジャン・ピエール・ジュネが起用された。
今作のリプリーはクローン再生されたものという設定であり、前作までとは全く異なるキャラクターとして描かれている。前作が評価上で低迷したことにより、続投に難色を示していたリプリー役のシガニー・ウィーバーも、この新リプリーの設定を気に入って出演を許諾したという経緯がある。
また、今作ではシリーズ初のフルCGによるエイリアンが登場している。また、前々作『エイリアン2』では水面でのシーンが登場するが、今作では水中シーンが登場し、スタントマンは使わず、ウィーバーら自身が水中撮影をこなしている。同シーンは『ジョーズ』などに代表されるオーソドックスな水中パニック映画に通じ、「今度のエイリアンは泳ぐ」といった宣伝もされていた。
過去3作では、エイリアンによる殺戮シーンは場面が切り替わるなどの手法を用いていたために詳細には描かれなかったが、今作ではエイリアンによる人体破壊シーンや臓物露出シーンが大量に描かれ、シリーズ中最もゴア描写が多い作品となっている。

## ストーリー
フューリーの宇宙刑務所において、主人公リプリーはエイリアン・クイーンを体内に宿したまま溶鉱炉に身を投じ、永きに渡るエイリアンとの戦いに幕を下ろした。
しかしそれから200年後、フューリーの宇宙刑務所に残されていたリプリーの血液をもとに、軍の実験宇宙船「オーリガ」で、科学者らの手によりクローン体「リプリー8号」として再生される。その目的は、リプリー8号の体内に寄生するエイリアン・クイーンの摘出であり、エイリアンを繁殖させて軍事兵器として利用することであった。リプリー8号の存在はあくまでも副産物に過ぎなかったが、クローン化の過程で彼女の遺伝子はエイリアンのそれと融合しており、科学者らにとって興味深い実験材料であった。
しかし、復活した無数のエイリアンは、仲間のエイリアンを殺してその体液の酸で床を溶かすという巧妙な手口で逃亡し、研究者や軍人たちを次々と虐殺していく。リプリー8号は本能的にエイリアンを「敵」と見なし、エイリアンを植えつける苗床である生きた人間を輸送してきた宇宙貨物船「ベティ」のクルーと共に、オーリガからの脱出を試みる。
その脱出の最中、リプリー8号は進化の末に子宮を得たエイリアン・クイーンから、人間とエイリアンのハイブリッド生物「ニューボーン」が誕生するのを目撃する。ニューボーンは生みの母であるクイーンを殺害し、自分と同じ人間とエイリアンの遺伝子を併せ持つリプリーを母親と思い込む。自分は人間なのか怪物なのか、その答えを出しかねていたリプリー8号は、仲間を救うためにニューボーンへ立ち向かう。

## 登場人物・キャスト

### 主人公
リプリー8号（Ripley 8）
演 - シガニー・ウィーバー
クローン技術により誕生した、エレン・リプリーの8体目のクローン。生前のリプリーとはごく一部で記憶を共有している部分はあるものの、個体としては完全に別人であり、事実上の2代目主人公となる。クイーン・チェストバスターに寄生されていた時の状態を再現する形で誕生しており、その過程でエイリアンの遺伝子が混ざっている。そのため、金属製の床を溶かしてしまうほどの強酸性の血液を持っている。また、身体機能にも向上が見られ、宇宙貨物船「ベティ」のクルー達を苦もなく格闘でいなしたり、バスケットゴールを背に向けてシュートを決めたり、軽い手錠なら引きちぎるほどの怪力を持っている。
性格はやや人を見下したような喋りをしたり、ブラックジョークや卑猥なことを連想させるジョークを平気で言う等、かなりニヒルで冷めたものとなっており、過去作とは性格に大きな変化が見られる。しかし、エイリアンを利用しようとする者達に対して嫌悪感を示していることはオリジナルと変わらない。物語終盤でニューボーンに母として慕われるが、その凶暴さを見てやむなく殺害を決意する。
ニューボーンの最期を見届けた後はコール、ジョナー、ブリースと共に地球へ生還した。
アナリー・コール（Annalee Call）
演 - ウィノナ・ライダー
宇宙貨物船「ベティ」の新米クルーである技師。ショートヘアの髪型に整った美しい顔だちとボーイッシュな服装。屈強なベティのメンバーに比べると体の線が細く、小柄なためやや下に見られているが、正義感が強い性格でメンバーの一定の信頼を得ている。特にブリースとは仲がよく、クルーとはぐれていた彼が戻ってきた際は安堵の笑みを浮かべた。
物語途中で、エイリアンに寄生されているリプリー抹殺のためにオーリガに乗り込んだことが明らかとなり、リプリーと遭遇する。しかし、すでにリプリーの体内のエイリアンは除去され、施設のエイリアンが逃げ出したことでリプリーと協力して脱出を目指す。物語途中、裏切ったレンによって胸を撃たれて水中に落下し死んだかと思われたが、一行の先回りをしており、再び目の前に現れ安全地帯にリプリー達を誘導する。その際にリプリーに傷口を見られてアンドロイドであることが判明したためファーザーコンピューターにアクセスする事を強要され、不承不承ながらもコンピューターを乗っ取ることにより、一人ベティに向かおうとしていたレンを妨害してリプリー達をベティまで導くことに成功する。そして、そもそもエイリアンを地球に乗り込ませないためにオーリガに乗り込んだことが明らかになる。物語終盤ではレンに人質に取られてしまうが、決死の覚悟を決めたパーヴィスのお陰で命拾いする。その後ベティ船内に侵入したニューボーンに襲われそうになるもリプリーに助けられ、彼女と共にニューボーンの死を見届けた後、地球へ生還した。
過去作のアンドロイド（アッシュ、ビショップ）に比べると非常に人間らしい部分が多く、アンドロイドと発覚した時には「人間より人間らしい」とも言われている。涙を流すなど感情的になる部分もある。

### 宇宙船ベティの関係者
ロナルド・ジョナー（Ron Johner）
演 - ロン・パールマン
宇宙貨物船「ベティ」の保安員。クルーの中で最も腕っ節が強く、様々な武器に精通している一方、好戦的な性格かつ子供じみた言動をよくとるため、それらが原因でコール、ブリースと衝突しやすい。だが、梯子の昇降中であったクリスティーを引きずり下ろそうとするエイリアンを同じく梯子の昇降中でありながらも、宙づりになって倒したり、コールがレンに撃たれた時にはレンに対して怒りを表すなど仲間想いの一面もある。エルジン、クリスティーが相次いで死んだ後は、僅かになった生存者達を進んで引率する。
劇中では最後まで生存し、地球に生還した。
ドム・ブリース（Dom Vriess）
演 - ドミニク・ピノン
宇宙貨物船「ベティ」の機関長。下半身不随の障害者であるため電動車椅子で行動しており、車椅子にはショットガンが分解して隠してある。コールの先輩的存在であるため、彼女とは仲が良い。実際に、コールがレンに撃たれた時は怒りのあまり、レン目がけてショットガンを何発も発砲した。ジョナーには障害をからかわれており、よく衝突する。単独行動をしている時にニューウォーリアと遭遇して危機に陥るが、自前のショットガンで何とか撃退し、リプリーたち生存者グループと合流する。クリスティーとも非常に仲が良く、水中を泳ぐことになり、車椅子で移動出来ない時は彼に背負ってもらうほど。オーリガの脱出の過程で親友クリスティーを失うも、劇中では最後まで生存し、地球に生還した。
フランク・エルジン（Frank Elgyn）
演 - マイケル・ウィンコット
宇宙貨物船「ベティ」の船長。金の為なら非人道的な仕事であっても躊躇なく引き受ける冷徹なまでに合理的な性格と、曲者揃いのベティのクルー達を纏め上げるだけの手腕を持つ。船の登録コードやベレス将軍との会話などで堂々と卑猥な言葉を用いるなどやや品の無い一面も見せる。ベレス将軍とは一緒に酒を飲み合うほどの腐れ縁らしく、日頃から研究物資を調達しているが、具体的な研究内容は知らない。エイリアンの脱走によりオーリガが壊滅状態に陥ると、クルー達や拉致したレン、ディステファノらと共に脱出を試みるが、その最中、ニューウォーリアの罠にはまり床下に引きずり込まれ、第二の顎で体を貫かれて死亡する。
ゲーリー・クリスティー（Gary Christie）
演 - ゲイリー・ドゥーダン
宇宙貨物船「ベティ」の副長。銃器の扱いに長け、非常時においても常に冷静を失わず的確な判断をとる事ができる頼りがいのある性格。警戒心が強く、オーリガヘ乗り込む際には拳銃を隠し持ち、結果的にそれが後に窮地に陥ったクルーを救う事となった。エルジンとは旧知の仲。エルジンが死んだ後は、リーダーを引き継ぎ、境遇も意見も全く違う生存者たちに「生きて帰るには協力するしかない」と行動方針を決めたり、エイリアン・エッグの張られた巣をグレネードランチャーで破壊するなど生存者たちのピンチを打破する重要な役割を担う。ブリースを背負って梯子を上っている時にニューウォーリアの酸攻撃を左頬に受け、転落しそうになるが、ブリースに助けられる。しかし、どのみち自分は助からないと悟り、ブリースの制止を振り切って自ら手綱を切りニューウォーリアの死体と共に水中に飛び込み消えた（明確な死亡描写は無し）。
サヴラ・ヒラード（Sabra Hillarde）
演 - キム・フラワーズ
宇宙貨物船「ベティ」の操縦士。エルジンの恋人で、彼が殺された際には誰よりも動揺し、嘆いていた。ディステファノを殴り倒して銃を奪うなど戦闘には慣れている様子。浸水した食堂を泳いで進んでいる時に、追ってきたニューウォーリアに捕まり、さらわれてしまった（明確な死亡描写は無し）。

### 実験宇宙船「オーリガ」の関係者
マーティン・ベレス将軍（General Martin Peréz）
演 - ダン・ヘダヤ
軍の実験宇宙船「オーリガ」の船長。レン博士、ゲディマンのパトロンで、議会には極秘で彼らにエイリアンの復活、および研究をさせている（そのため、二人は彼に頭が上がらない）。エイリアン・クイーンを「女王陛下」と呼んでいた。エイリアンを兵器に運用する事に躊躇せず、復活したリプリーを「副産物」と見下すなど冷徹な性格である。エイリアンが侵入した脱出ポッドを手榴弾で破壊した直後、背後からニューウォーリアに第二の顎で後頭部をえぐられ、絶命した。
メイソン・レン（Mason Wren）
演 - J・E・フリーマン
ゲディマンと共にエイリアンの研究を進めている博士。リプリー8号に興味を示し、処分されるはずだった彼女を助ける。エイリアンの脱走によって宇宙船オーリガに危機が生じてからも研究続行を諦めず、オーリガを地球に着陸させることを画策する。また、パーヴィスを含む実験体の人間がフェイスハガーに寄生される際に笑みを浮かべたり、道中リプリー達生存者グループを裏切ってコールを撃ったり、その彼女を人質に取り、自分だけ助かろうとするなど、冷酷非道な人物である。
最期は死を覚悟したパーヴィスに鉄柱で何度も顔を叩きつけられた後、彼に宿っていたチェストバスターに頭を貫かれ、コール、ジョナー、ディステファノに銃器でチェストバスター共々蜂の巣にされた。人間とエイリアン、双方に殺された人物といえる。
ジョナサン・ゲディマン（Jonathan Gediman）
演 - ブラッド・ドゥーリフ
後ろ手に括った髪が特徴的な科学者。チェストバスターに寄生される実験体の人間を見て罪の意識を感じる一方、独自の進化を遂げたエイリアンに並ならぬ感情を抱いているレンとは違ったタイプの研究者。序盤でエイリアンに誘拐されるが、繭にされた後も生きており、エイリアン・クイーンが出産する時には歓喜に酔いしれ、「美しい蝶」と形容したニューボーンに貪り喰われた。
ヴィンセント・ディステファノ（Vincent Distephano）
演 - レイモンド・クルス
軍の実験宇宙船「オーリガ」の警備兵の一人。ベティのクルーにスパイ容疑がかかった際にレンの指揮の下、数人の兵士と共に彼らを拘束するがクリスティー、ジョナーの活躍で他の兵士達は全員殺され、自身は殴り飛ばされただけで済み、その後はなし崩し的に彼らと行動を共にする事となる。エルジンが死亡した後は未知なる敵との戦いに備えるためにクリスティーから「味方は一人でも多いほうがいい」と銃の所持を許され、艦内の構造にも詳しかったことも買われ、協力するようになった。
性格は冷静であるが、時々興奮しながら軽口や悪態を吐く事もある。レンの行動に付いていけず袂を分かった後はクリスティーを失ったブリースをジョナーと共に運んだり、コールを人質にとったレンに銃を向けて悪態を吐くなど、ベティのクルーに積極的に協力する。オーリガからの脱出には成功するも、地球帰還まであと一歩というところで、ベティ船内で侵入していたニューボーンに頭を握り潰され死亡する。

### その他
ラリー・パーヴィス（Larry Purvis）
演 - リーランド・オーサー
元々は作業現場に向かう途中だった鉱山作業船のクルーだったが、冷凍睡眠中に船がエルジン達に襲撃されて拉致され、他の船から拉致された人々と共にオーリガへ運び込まれ、レン達によって体内にエイリアンを寄生させられる。
その後、中盤でリプリー達に発見され、エイリアンに寄生されている事を知ったリプリーや他の生存者グループに一度は殺されそうになるも、コールの説得により、後にベティで体内のチェストバスターを除去させる手術をしてもらうということで共にオーリガから脱出する事になる。少々皮肉な物言いをしたり言い知れぬ不安に駆られて取り乱したりすることがあるが、エイリアンの巣に引きずり込まれたリプリーを心配するコールの身を案じて「リプリーが楽に逝けるように祈るしかない」と諭すなど、不器用ながらも仲間への優しさも忘れない仲間想いな一面を持つ。
ベティに他のメンバーと共に辿り着き、除去手術を受けようとするも、コールを人質にとったレンに撃たれたことで体内のエイリアンが動き出し、もはや自分は助からないと悟ると、レンに立ち向かい人質のコールを助け、体を突き破ったエイリアンでレンを道連れにするという壮絶な最期を遂げた。
リプリー7号（Ripley 7）
演 - シガニー・ウィーバー
リプリーのクローン。8号を生産するまでに生み出された7体の失敗作の1体。1～6号に比べてまだ人間らしさは残っていたが、腕や下半身がエイリアン化しているなど奇形を生じていた。そのため人間として扱われず、臓器を抜き取られた挙句に生命維持装置にくくりつけられ、苦しみ続けていた。脱出途中のリプリー8号と出会った際に殺してほしいと懇願し、標本となっていた1～6号とともに火炎放射器で焼却され、断末魔の叫び声を上げながら絶命した。

## 日本語吹替
| 役名                 | 俳優                   | 日本語吹替   | 日本語吹替                                                     |
| 役名                 | 俳優                   | ソフト版     | フジテレビ版                                                   |
| -------------------- | ---------------------- | ------------ | -------------------------------------------------------------- |
| リプリー (8号/7号)   | シガニー・ウィーバー   | 幸田直子     | 戸田恵子                                                       |
| コール               | ウィノナ・ライダー     | 日野由利加   | 高乃麗                                                         |
| ジョーナー           | ロン・パールマン       | 大友龍三郎   | 内海賢二                                                       |
| ブリース             | ドミニク・ピノン       | 二又一成     | 若本規夫                                                       |
| ベレス               | ダン・ヘダヤ           | 小山武宏     | 宝亀克寿                                                       |
| ドクター・レン       | J・E・フリーマン       | 佐々木勝彦   | 清川元夢                                                       |
| ゲディマン           | ブラッド・ドゥーリフ   | 牛山茂       | 村山明                                                         |
| クリスティー         | ゲイリー・ドゥーダン   | 古澤徹       | 佐々木誠二                                                     |
| エルジン             | マイケル・ウィンコット | 山路和弘     | 手塚秀彰                                                       |
| ディステファノ       | レイモンド・クルス     | 相沢正輝     | 石丸博也                                                       |
| ヒラード             | キム・フラワーズ       | 林佳代子     | 日野由利加                                                     |
| パーヴィス           | リーランド・オーサー   | 小形満       | 仲野裕                                                         |
| 役不明又はその他     | N/A                    | 棚田恵美子   | 小島敏彦 森うたう 桜澤凛 中嶋一成 坂本一                       |
| 日本語版制作スタッフ |                        |              |                                                                |
| 翻訳                 | 翻訳                   | 石原千麻     | 栗原とみ子                                                     |
| 演出                 | 演出                   | 岩見純一     | 春日正伸                                                       |
| 制作                 | 制作                   | ACクリエイト | ムービーテレビジョン                                           |
| 初回放送             | 初回放送               |              | 2001年8月11日 『ゴールデン洋画劇場』 21:00-22:54 (正味約103分) |

※20世紀フォックス ホーム エンターテイメント ジャパンの「吹替の帝王」シリーズ第17弾としてBlu-ray Disc「エイリアン4 日本語吹替完全版 2枚組コレクターズ・ブルーレイボックス」が2019年4月26日に発売された。吹替の帝王版、通常版のBD2枚組で、吹替の帝王版の劇場公開版本編に上記のソフト版とフジテレビ版の2種類の吹替版が収録される。特典としてフジテレビ版吹替台本とフジテレビ版でコールを演じた高乃麗のインタビュー集が付属している。

## 作品解説
監督のジュネとともに短編や『デリカテッセン』、『ロスト・チルドレン』を監督したマルク・キャロは、本作でも共同で作業に当たるはずだったが、ハリウッドを嫌い数枚のデザイン画を残しフランスに帰国している。ジュネ自身はDVDの特典映像において「キャロにはロスの日差しが合わなかったんだ」と述べている。2人はその後共に仕事をしていないが、『ロスト・チルドレン』や本作の特撮監督を務めたピトフの初監督作『ヴィドック』でキャロが美術監督を務めるなどの接点がある。
ハリウッドで映画を撮るに当たり、フランスでの経験しかなかったジュネと撮影監督のダリウス・コンディはその年のヒット映画を見てアクション・シーンのカット数を数えるなどの研究を行った。
リプリー役のシガニー・ウィーバーは当初出演しない意向であったが、本作のリプリーが過去作とは似て非なる別個体のクローンであるという設定に納得し、許諾した。作中でクローン・リプリーの驚異的な運動能力を示す場面として後ろ向きのままバスケットボールの超ロングシュートを決めるシーンがあるが、これはCGや特撮ではなく、ウィーバー自身が多くのリハーサルの末にNG無しの1テイクで決めた本物のシュートである。その際ジョナー役のパールマンと現場のスタッフが思わず拍手喝さいをし、現場の空気がヒートアップしてしまったため、ジュネは「編集でそれを隠すのが大変だった」と語っている。
当初「オーリガ」のデザインは「復活」のテーマにかけた十字架を模したものだったが、ジュネがこれを気に入らず間際になって工業的なデザインの戦艦に変更された（その代わり、コールがオーリガのファーザーコンピューターをハッキングするシーンで礼拝室の十字架のオブジェクトが登場する）。
本作には『エイリアン3』を手掛けた特殊効果会社アマルガメイテッド・ダイナミクス・インコーポレイテッド（ADI）が引き続きクリーチャー製作を手掛けた。ADIの創設者、トム・ウッドラフ・ジュニアとアレック・ギリスも、エイリアン2でスタン・ウィンストンと仕事をした経験があり、エイリアンのクリーチャーデザインと修正を映画の脚本に基づいて進めた。脚本には泳ぐために生き物の尾が尖っていること、頭のドームと顎がより尖っていること、カメラアングルとショットの長さのテクニックを使用して生き物がより凶暴に見えるようにすることが要求されていた。監督の承認を得た後、ADIは小規模サイズの彫刻、スケッチ、絵画、実物大の模型などの制作から開始した。本作でのアニマトロニクスの使用については20世紀フォックスの重役トム・ロスマンが「殆どの映画はニューボーンをデジタルで作ろうとするだろうが... しかし、アニマトロニクスでこれを再現すれば遥にリアルに見えるだろう」と考えた。
ジュネはADIに人間とエイリアンのハイブリッドクリーチャーについて、エイリアンよりも出来るだけ人間に寄せるよう依頼した。初期の構想ではシガニー・ウィーバーの特徴を再現することになっていたが、スタッフは当初のそのデザインでは1995年の映画『スピーシーズ』の生物シルのデザインに似すぎていると感じた。最終的にハイブリッドには目と鼻が追加されたことで、表情や感情を伝えやすくなり「単なる殺人マシン」ではなくキャラクターとして、より深みが増した。ジュネはハイブリッドの性器が男性と女性の混合に似ていることに固執していたが、しかし20世紀フォックスはこれに否定的でジュネは最終的に考えを改め、最終的にこの性器部分はポストプロダクション中にデジタル効果技術を使用して削除された。アニマトロニクスのハイブリッドには9人の操り人形師が必要で、映画の中で最も複雑なアニマトロニクスとなった。
撮影は1996年10月から1997年2月にかけ、カリフォルニア州ロサンゼルスのフォックススタジオで行われた。タイタニック、スターシップ・トゥルーパーズ、ロスト・ワールド/ジュラシック・パークなどのハリウッド大作の撮影が同時期に行われていた為、ジュネはスタジオを確保するのに苦労した。『エイリアン リザレクション』はエイリアンシリーズで初めてイギリス国外で撮影された作品であり、これはウィーバーの決定であった。
水中シーンが最初に撮影され、その為にフォックス・スタジオのステージ16に36×45メートル、深さ4.5メートル、548,000ガロンの水を入れたタンクに設置された。このシーンをステージ内を撮り終えた理由として、撮影クルーをサンディエゴにあった最も近い適切な別施設に移動させて撮る事は可能であったが僅か1つのシーンのために費用がかかり過ぎると判断されたからであった。水中撮影が含まれていた為、本作に出演するにあたってキャストとクルーは泳げることが前提条件であった。キャストはロサンゼルスのプールでプロのダイバーから器具の使い方のレクチャーを受けている。さらに2週間半、スタジオでスタントコーディネーターのアーニー・オルサッティと水中撮影監督のピーター・ロマーノによる指導が行われた。しかし、ウィーバーはブロードウェイでの出演の都合でトレーニングの殆どこれに参加できなかった。ウィノナ・ライダーは12歳の時に溺れかけた経験があり、それ以来水に入っていなかったため、このシーンの撮影は困難を極め、当初はボディダブルを使うことを提案したが、髪の長さが違うため観客にはスタントである事が分かってしまう為、最終的に本人がこのシーンを撮影したが、撮影初日に不安に悩まされたという。
本作の脚本は漫画本のようにレイアウトされ、左側に絵、右側にセリフと説明が書かれていた。ジュネは全てのショットを視覚効果アーティストの作業が容易になるように入念に考え進めた。ブルースカイスタジオは映画に登場する最初のCGIエイリアンの制作を依頼された。ジョーズアパートでCGIゴキブリを作成した同社の仕事に感銘を受けたジュネとピトフは、同社に30から40ショットのCGIエイリアンの制作を依頼することにした。エイリアンの足がフレーム内にあるときは常に、人形やスーツを着た俳優ではなくCGIエイリアンを使用することが決定された。これは、全身が見えてしまうとスーツアクターが演じているのが直ぐにバレてしまうと考えた為であった。
映画に登場する宇宙船はすべてミニチュアが製作され、視覚効果スーパーバイザーはCGIではリアルな宇宙船を作れないと考えていたからであった。USMアウリガは元々、アーティストのナイジェル・フェルプスがデザインしたもので、医療機器に似ていた。このデザインは、カメラがパンアウトして宇宙船を映す映画のオープニングショットには垂直すぎることが判明し、映画の2.35:1のアスペクト比では満足のいくものではなかった。デザインを最終決定しなければならない3日前に、ジュネはこれを却下した。そしてフェルプス、制作イラストレーターのジム・マーティン、コンセプトアーティストのシルヴァン・デスプレッツが宇宙船の再デザインを任された。ジュネはマーティンのデザインは宇宙ステーションに似すぎていると感じたが、デスプレッツのデザインは流線型で水平な外観のため採用された。
映画のタイアップビデオゲームの開発会社であるアルゴノートゲームズは、映画に登場する「アトムゾーン」というゲームの開発も任された。このゲームは数日間で開発され、ベティの乗組員が紹介されるシーンで簡単に登場するゲームを実行するためのカスタムハードウェアの構築も含まれていた。

### 設定
今作では、長年のリプリーの宿敵であり、エイリアンを利用しようとする存在であるウェイランド・ユタニ社は、（作中年月から）数十年前に経営破綻し買収されているため、存在しない。そのため、本作では軍と研究者達がウェイランド・ユタニ社の代わりを果たしている。
宇宙貨物船「ベティ」は実際は宇宙海賊で、他の宇宙船を襲撃しては冷凍睡眠中のクルーを拉致してレン博士に売り飛ばしていた。クルーは1作目のノストロモ号のクルー達を意識した個性的なキャラクター設定がなされている。
今作の世界では、通貨は電子マネーが主流で現金は法制度上価値のある存在として残ってはいるものの、目にするのも珍しい希少品と化している。しかし、エルジンはベレス将軍との取引において、先述の冷凍睡眠中のクルーを引き渡した報酬として現金を受け取っているが、これは「現金のやりとりは、データには残らない」という理由からである。
また今作ではシリーズ中初めてリプリーが地球に降下している。この時代の地球は荒廃して人類の多くは去っていることが示唆されており、作中でジョナーに「掃き溜め」「あんなところに行く位なら此処（オーリガ）の方がマシ」と言わしめている。

## 完全版
2003年、ジュネは『エイリアン2』4部作DVDボックスセットに、当初は予算の都合でカットされていた冒頭と結末のシーンを変更した別バージョンを収録した。削除されたシーンには『エイリアン2』の登場人物ニュートへの言及、フリースがコールに冗談を言うシーン、リプリーのクローンが作戦中に目を覚ますシーン、ペレス将軍とエルギンの長い会話、リプリーの元雇い主であるウェイランド＝ユタニの運命が明らかになる食堂での長い会話、礼拝堂でのコールとリプリーのクローンとの長い会話などがある。特別版では13分5秒分の映像（新たな冒頭と結末を含む）が復元され、劇場版より7分長くなっている。ジュネは、特別版はディレクターズカット版ではなく、劇場公開版の方が好みだと述べている。『エイリアン4部作』には、『ワン・ステップ・ビヨンド：メイキング・オブ・エイリアン・リザレクション』というドキュメンタリーが収録されており、プリプロダクション、プロダクション、ポストプロダクション、スクリーンテスト、コンセプトアート、キャストとスタッフによるオーディオコメンタリーに関する2時間以上の映像が収録されている。 『ワン・ステップ・ビヨンド：メイキング・オブ・エイリアン・リザレクション』も収録されている『エイリアン・リザレクション - コレクターズ・エディション』は2004年1月6日にリリースされた。
この完全版ではオープニング・エンディングが異っており、劇場公開版のオープニングはリプリー・クローンの失敗作の奇怪な姿がクローズアップで次々と映し出される物だったが、完全版ではエイリアンと見まがう昆虫の顔のアップからそれを押しつぶす兵士の指、そこからカメラを引いて兵士のいる銃座からオーリガ号の全景までがワンカットで映し出されている。
劇場公開版のエンディングは、ベティからコールがリプリーと共に地球を見降ろしながら「これからどうするの？」との問いかけ、リプリーが「分からない…地球は初めてだもの」と返してエンドロールとなるが、完全版では、丘の上でコールがリプリーと共に荒れ果てたパリを見つめながら、リプリーが軍に追われることを心配していると告げ、「これからどうするの？」と問いかける。それに対して、リプリーが「分からない…地球は初めてだもの」と返してエンドロールというものである。